# Маркграф
Маркгра́ф (від нім. Markgraf; фр. marquis, англ. margrave) — у ранньому середньовіччі в Західній Європі королівський посадовець, наділений широкими адміністративними, військовими і судовими повноваженнями в марці. Марка — територіальна одиниця, створена в прикордонному районі для захисту кордонів. Маркграфи в своїх областях мали владу, схожу з герцогською, і лише тим стояли нижче за герцогів, що під час походів їм доводилося слідувати за герцогським прапором.
Інститут маркграфства виник і був введений в правління Карла Великого на початку IX століття. На межах своєї держави Карл Великий створив: Аварську, Фріульську, Саксонську, сербську та іспанську марки. На східній межі Баварії була утворена Австрійська марка.
Саксонські імператори заснували для захисту Тюрингії й Саксонії Північну марку, а також Майссенську і Шлезвізьку марки. Після імператора Генріха III на кордоні Каринтійського герцогства була створена Штирійська марка, а на заході Намюрське маркграфство.
Маркграфи Північної марки (Бранденбургу) і маркграфи Австрійські рано (з XII сторіччя) зробилися безпосередніми імперськими князями (курфюрстами).
Після розпаду герцогств, всі маркграфи стали імперськими князями й найменування їх зробилося простим титулом, який, наприклад, від бранденбурзьких Гогенцоллернів перейшов до франконських.
У Італії, де імператори також ввели титул маркграфа, а також у Франції, він зробився простим дворянським титулом (див. Маркіз).

## Маркграфства
- Бранденбурзьке маркграфство
- Майсенське маркграфство